# Regierungsamtsrat
Regierungsamtsrat (RAR) ist in Deutschland eine Amtsbezeichnung für ein Amt eines Beamten in der Laufbahngruppe des gehobenen Dienstes in der Bundes- oder Landesverwaltung im dritten Beförderungsamt. Sie setzt sich zusammen aus der Grundamtsbezeichnung Amtsrat und dem Zusatz „Regierungs-“. Im gehobenen technischen Verwaltungsdienst des Bundes lautet die Amtsbezeichnung Technischer Regierungsamtsrat (TRAR).

## Besoldung
Das Amt eines Regierungsamtsrates ist in Besoldungsgruppe A 12 der Besoldungsordnung A des Bundesbesoldungsgesetzes oder der Landesbesoldungsgesetze eingruppiert. Von der Eingruppierung entspricht der Regierungsamtsrat dem Amt eines Polizeihauptkommissar sowie den Dienstgraden Hauptmann oder Kapitänleutnant der Bundeswehr, soweit diese nicht der Besoldungsgruppe A 11 zugeordnet sind.

## Ausbildung
Regierungsamtsräte haben in der Regel den Vorbereitungsdienst (Laufbahnausbildung) für den gehobenen Dienst in Form eines Fachhochschulstudiums als Diplom-Verwaltungswirt (FH) bzw. Bachelor abgeschlossen und wurden aufgrund einer guten dienstlichen Beurteilung vom Regierungsamtmann (RA) zum Regierungsamtsrat befördert.

## Dienststellung in einer Behörde
Regierungsamtsräte sind in großen Behörden zumeist in der Funktion als Sachbearbeiter oder als stellvertretende Sachgebietsleiter bzw. Sachgebietsleiter tätig und fungieren dabei als Vorgesetzte der Beamten des gehobenen und des mittleren Dienstes. In kleineren Dienststellen können sie die Funktion eines stellvertretenden Abteilungsleiters oder eines Abteilungsleiters innehaben.

## Beförderungsämter
Beförderungsamt und zugleich Endamt ist Regierungsoberamtsrat (A 13), das als Verzahnungsamt mit der Besoldungsgruppe A 13 der Laufbahngruppe des höheren Dienstes fungiert.